# Sharp On All 4 Corners: Corner 1
Sharp On All 4 Corners: Corner 1 è il ventitreesimo album del rapper statunitense E-40. Pubblicato il 9 dicembre 2014 assieme a Sharp On All 4 Corners: Corner 2 sotto l'etichetta Heavy On The Grind Entertainment, vede la partecipazione di T-Pain, Too Short e B-Legit.
L'album entra nella Billboard 200 e tra le top ten delle classifiche degli album R&B/Hip-Hop, rap e indipendenti.
| Recensione | Giudizio |
| ---------- | -------- |
| AllMusic   | [ 1 ]    |

## Tracce
1. Programmin – 3:04 (musica: Sam Bostic)
2. Can't Fuck With Me – 3:13 (musica: Tone Bone)
3. Money Sack (featuring Boosie Badazz) – 3:23 (musica: Mike Free, B.A.M.)
4. Red Cup (featuring T-Pain, Kid Ink & B.o.B) – 4:11 (musica: Kristo)
5. Knockin' At the Light – 3:14 (musica: Rick Rock)
6. Choices (Yup) – 4:32 (musica: Poly Boy)
7. Three Jobs – 3:31 (musica: Mike Free)
8. Paint the Picture (featuring Turf Talk & Cousin Fik) – 3:45 (musica: Decadez)
9. Straight Mobbin' (featuring Ezale & Vell) – 3:16 (musica: Stunna June)
10. 2 Fingers (featuring Adrian Marcel) – 5:10 (musica: Tha Bizness)
11. Playa (featuring VT) – 3:51 (musica: VT)
12. 707 (featuring Willie Joe & Nef the Pharaoh) – 4:36 (musica: Decadez)
13. Same Since '88 (featuring Too Short & B-Legit) – 3:59 (musica: Ted DiGTL)
14. Family (featuring Otis & Shug) – 5:02 (musica: Clinton Sands)

Durata totale: 54:47

## Classifiche

### Classifiche settimanali
| Classifica (2014)         | Posizione massima |
| ------------------------- | ----------------- |
| Stati Uniti               | 61                |
| US Independent Albums     | 7                 |
| US Top R&B/Hip-Hop Albums | 8                 |
| US Top Rap Albums         | 4                 |